# 拜赖格舒拉尼
拜赖格舒拉尼，是匈牙利索博尔奇-索特马尔-贝拉格州所辖的一个村。总面积16.00平方公里，总人口635，人口密度39.7人/平方公里（2011年1月1日）。